# Roser Sánchez-Todo
Roser Sánchez-Todo és una científica balear especialitzada en neurociència computacional. Es va llicenciar en enginyeria biomèdica a la Universitat Pompeu Fabra, on s'ha especialitzat en neurociència computacional.
Treballa com a directora de recerca de Neuroelectrics, una empresa que ofereix tecnologia d'estimulació cerebral elèctrica no invasiva i d’alta definició per a la neuromodulació personalitzada. Dirigeix un equip d’investigadors transdisciplinari (físics, matemàtics i enginyers), que treballen en trobar solucions clíniques basades en models digitals personalitzats del cervell dels pacients (neurotwins).